# Bernard Pottier (jésuite)
Pour les articles homonymes, voir Bernard Pottier et Pottier.
Bernard Pottier, né en 1953, est un prêtre catholique, jésuite et théologien belge.

## Biographie
En 1993, il obtient un doctorat en théologie catholique à l'Université Marc-Bloch de Strasbourg.
Spécialiste de patristique, il a enseigné à l'Institut d'études théologiques, dont il fut président de 2006 à 2012.
En 2014, il est nommé membre de la Commission théologique internationale. Son mandat est renouvelé en 2021.

### Auteur
- Le péché originel selon Hegel : commentaire et synthèse critique, Namur, Culture et vérité, 1990.
- Dieu et le Christ selon Grégoire de Nysse : étude systématique du Contre Eunome avec traduction inédite des extraits d'Eunome, Namur, Culture et vérité, 1994.
- Le diaconat féminin : jadis et bientôt, Bruxelles, Lessius, 2021.

### Traducteur
- Grégoire de Nysse, Homélies sur le Cantique des cantiques, Bruxelles, Lessius, 2008.
- Grégoire de Nysse, L'âme et la résurrection : dialogue avec sa sœur Macrine, Bruxelles, Lessius, 2011.